# Балыкчы (посёлок)
Балыкчы (азерб. Balıqçı) — поселок в Аджикабульском административно-территориальном округе Аджикабульского района Азербайджана.

## Этимология
Балыкчы в переводе с азербайджанского значит рыбак.

## История
Поселок построен на берегах озера Аджикабул как временное место жительства для работников рыбного завода в городе Аджикабул.
Согласно административному делению 1961 года поселок рыбзавода входил в Кази-Магомедский горсовет Али-Байрамлинского района Азербайджанской ССР, с 1963 года — в составе Кази-Магомедского горсовета в подчинении города Али-Байрамлы.
24 апреля 1990 года поселок передан в состав новообразованного Аджикабульского района.
В 1999 году в Азербайджане была проведена административная реформа и внутри Кази-Магомедского административно-территориального округа был учрежден Кази-Магомедский муниципалитет Аджикабульского района, куда и вошел поселок.
Как такого посёлка уже не существует, его территория слилась с городом Ширван.

## География
Балыкчы расположен на берегу соленого озера Аджикабул.
Село находится в 5 км от райцентра Аджикабул и в 113 км от Баку. Ближайшая железнодорожная станция — Ширван—Пассажирская.
Село находится на высоте 1 метр над уровнем моря.

## Население
| Численность населения | Численность населения |
| 1989                  | 2009                  |
| --------------------- | --------------------- |
| 50                    | ↘0                    |